# Dobele (novads)
Dobele (łot.: Dobeles novads) – jeden z łotewskich novadsów, funkcjonujący od 2021.
W skład novadsu wchodzą: 
- miasta: Auce, Dobele
- pagastsy: Annenieki, Augstkalne, Auri, Bēne, Bērze, Biksti, Bukaiši, Dobele, Īle, Jaunbērze, Krimūnas, Lielauce, Naudīte, Penkule, Tērvete, Ukri, Vecauce, Vītiņi, Zebrene

## Historia
Novads powstało podczas reformy administracyjnej w 2021, z połączenia dotychczasowych novadsów: Auce, Dobele, i Tērvete.